# 李芗
李芗（1814年—1853年），字小亭，直隸省順天府寶坻縣（今天津市宝坻区）人，清朝政治人物，進士出身，官至凤台县知县。

## 生平
其为人豪爽、孝顺、讲义气。清朝道光道光十九年己亥科举人，任山西省宁乡县县尹。道光二十九年，迁任山西省凤台县知县。咸丰元年，鉴于凤台县城城墙塌坏许久，李芗便征发民役，增筑城池，导致民众对其有怨言。咸丰三年五月，太平军林凤祥部围攻邻近的河内县。李芗一人坐马车赶往凤台县与河内县的边境要地太行碗子城，整备军务，招揽乡勇千余人，并亲自训练，与士卒同甘共苦，坚守数十日。同时，李芗四处联络乡绅，兴起上万义军，使得太平军只得避其锋芒，绕路而行，得以保境安民，也使得民众理解其修城苦心。回至县衙不久，因劳累过度，吐血而亡。后被褒赠朝议大夫。。
县民感其功德，将其迎在七贤祠里祭祀感怀。